# Taça Brasil — Zona Sudoeste
A Zona Sudoeste da Taça Brasil foi uma fase regional da Taça do Brasil que, até 1962, era formada pelos campeões das zonas Sul e Sudeste; de 1963 a 1965, envolveu os vencedores das zonas Sul e Central (esta última sendo sucessora da Zona Sudeste). Em 1967 e 1968 foi disputado em um triangular. O Fluminense e o America, hoje, do Rio de Janeiro, disputavam o torneio pelo Estado da Guanabara.

## Campeões
| Ano  | Campeão          | Vice             |
| 1959 | Grêmio           | Atlético Mineiro |
| 1960 | Fluminense       | Grêmio           |
| 1961 | America          | Palmeiras        |
| 1962 | Internacional    | Cruzeiro         |
| 1963 | Grêmio           | Atlético Mineiro |
| 1964 | Atlético Mineiro | Metropol         |
| 1965 | Grêmio           | Siderúrgica      |
| 1966 | Cruzeiro         | Grêmio           |
| 1967 | Grêmio           | Ferroviário      |
| 1968 | Metropol         | Grêmio           |